# Kuoma
Kuoma (kinesiska: 扩玛, 扩玛乡) är en socken i Kina. Den ligger i den autonoma regionen Tibet, i den sydvästra delen av landet, omkring 260 kilometer nordost om regionhuvudstaden Lhasa.